# キンケイ

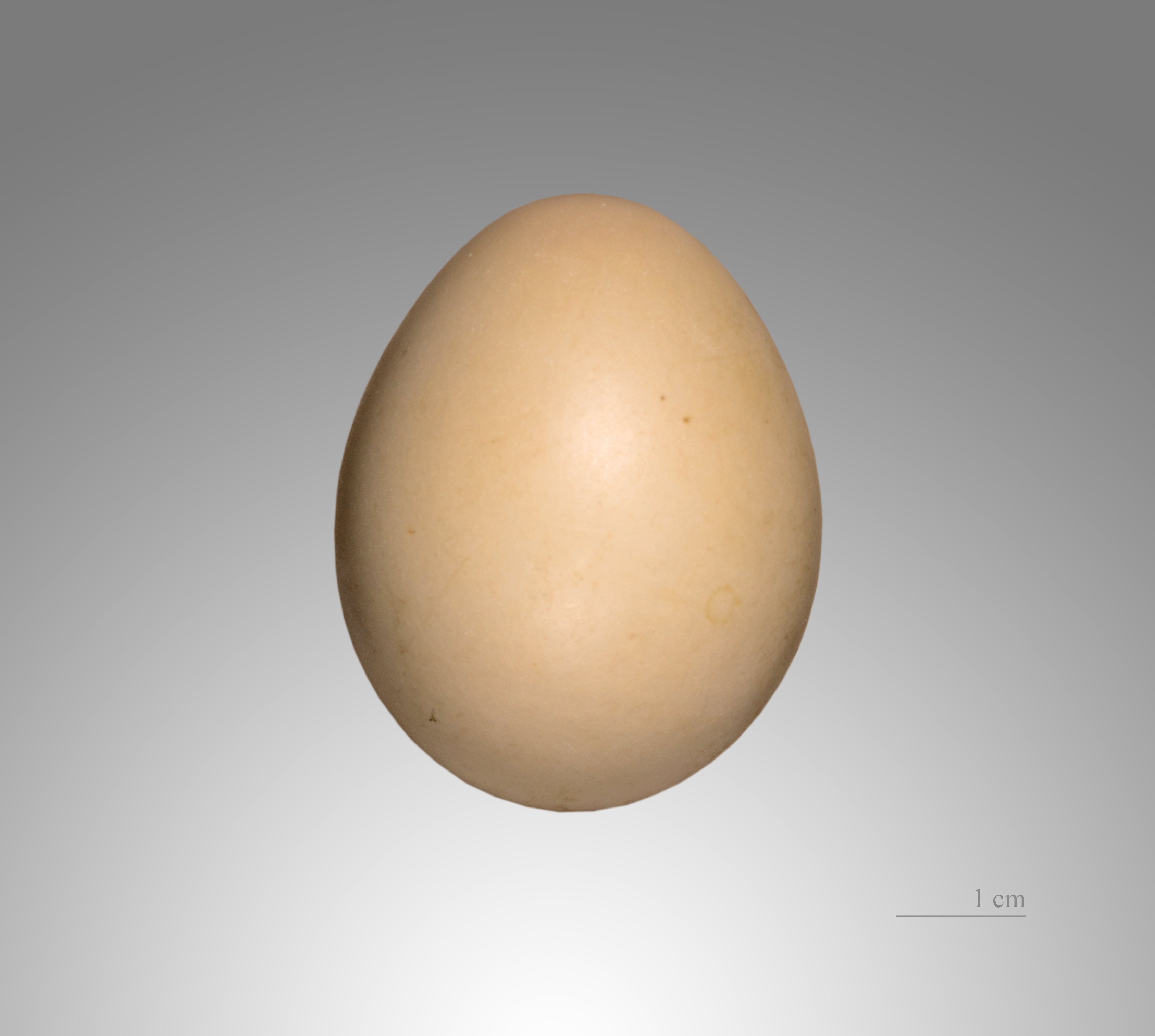
Chrysolophus pictus

キンケイ（金鶏、学名：Chrysolophus  pictus）は、キジ科に分類される鳥の一種。

## 分布
主に中国南西部からミャンマー北部にかけて分布。標高900 - 1100mの山地に棲息し、住環境としてササやシャクナゲの密生した藪のような場所を好む。

## 形態

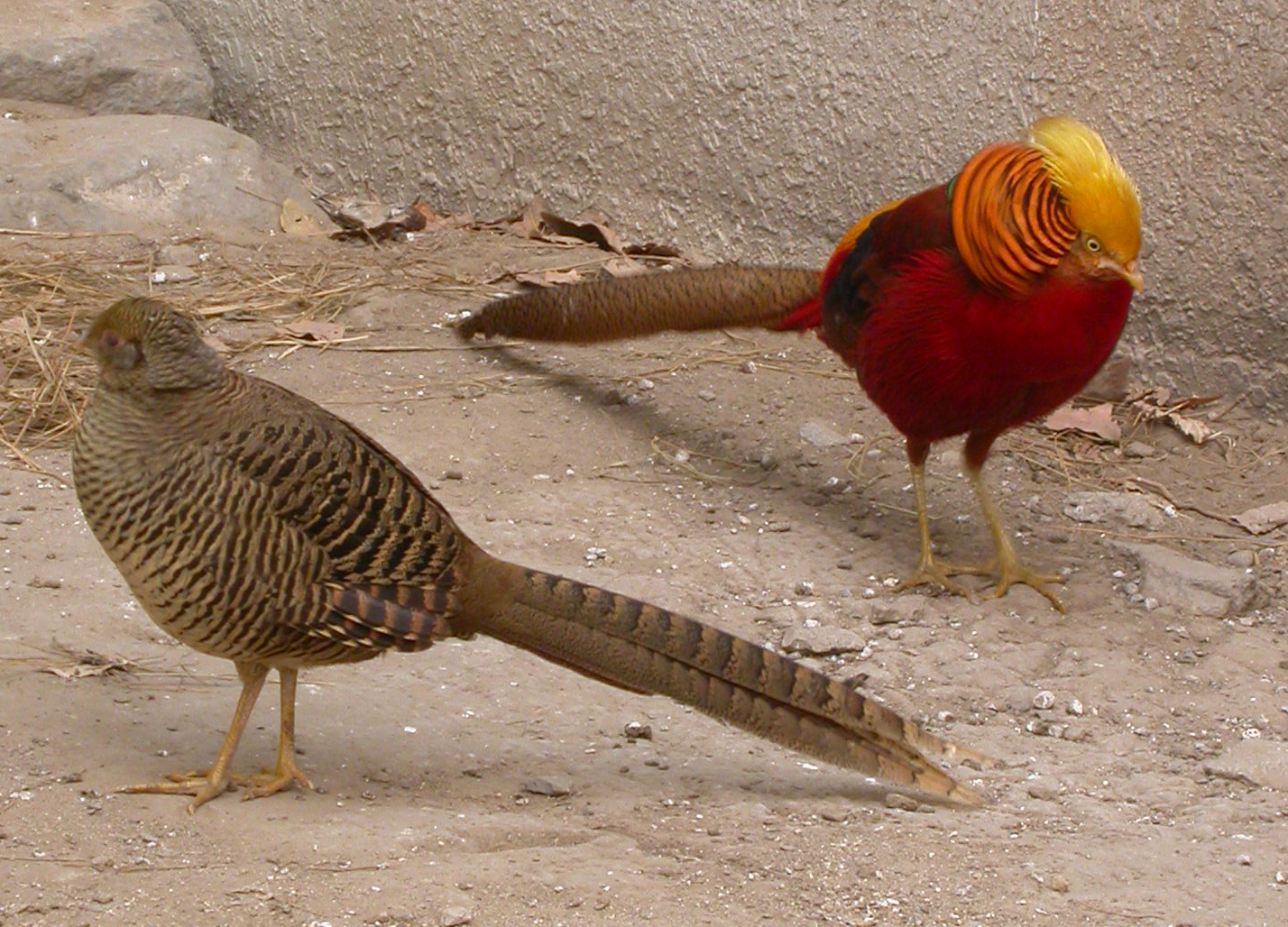
メス（手前）、オス（奥）

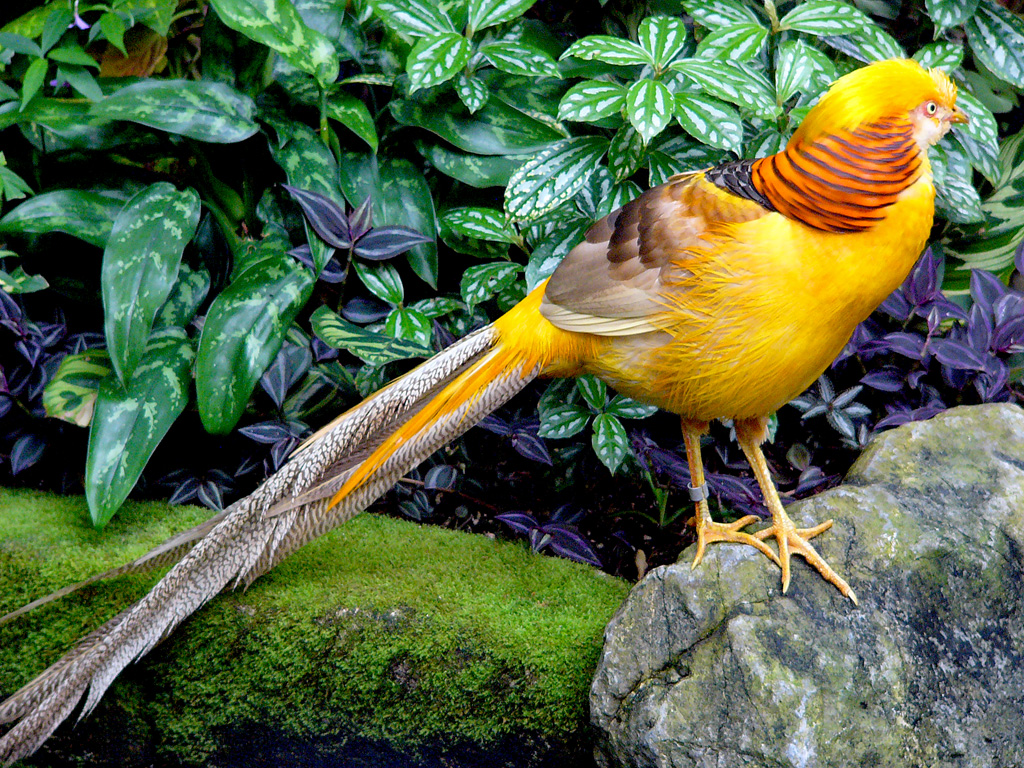
黄金キンケイ

全長はオスで90cm前後。メスは50 - 60cmほど。オスは赤と金属光沢のある黄色を基調とした派手な色彩をしている。網目模様が入った褐色の尾羽、毛髪状の金色の冠羽、襟首の日本兜のしころ状を呈する明るい黄色と黒の飾り羽が特徴。全身が明るい黄色を呈する飼養品種があり、俗に「黄金キンケイ」と呼ばれる。メスは他種のキジ類同様褐色に黒っぽい斑模様で比較的地味である。

## 生態・その他
用心深く身を隠すのが巧いため、派手な色彩とは裏腹に、棲息地でも野外で見かけることは困難である。そのため、野生下での繁殖行動や食性については不明な点があるが、飼育が容易で動物園や個人で飼育される機会が多く、ある程度のデータは判明している。発情期になるとオスは金属的な声をあげて他のオスを牽制し、同時にメスを呼ぶ。また、メスの前に立ったオスは尾羽を広げる、襟の飾り羽を広げるなどの求愛行動を示してメスの気を惹く。

## 利用
前述の通り飼育が容易であるため、1740年頃から海外に愛玩目的で輸出されていた。原産地では古くから知られ、装飾品や絵画の題材にされていたが、西欧の学者間ではあまりにも豪奢な体色から実在が信じられず、長らく想像上の鳥と思われていた。なお、『山海経』の記述によると古代の中国では、この鳥類の羽毛を火伏せの護符として用いていたらしい。
また、中国が明の時代、災いを防ぎ、不老長寿、秦の始皇帝に出されたとされて、その明国の使者に料理を用意する話が、韓国のフィクション史劇ドラマ『宮廷女官チャングムの誓い』6話に出てくる。明国の皇帝陛下自ら使者に託した。それを使っての料理という話があるので、特権階級の薬膳料理としての使われ方もある模様。更に日本でもそのキンケイを使った料理、金鶏のクリスピー揚げなる料理がある事から、極一部の高級料理食材としての一面がある。
フライフィッシングのフライ（毛針）の素材として雄の羽は珍重され、ゴールデンフェザントの名称で背皮ごと販売される。